# Vlašić
Vlašić is een berg in Centraal-Bosnië, Bosnië en Herzegovina. Het is bekend om zijn kaas en zijn skioorden. Tijdens de Bosnische Oorlog werd deze berg het toneel van zware gevechten tussen het Bosnische regeringsleger en het leger van de Bosnische Serviërs, die vanuit de bergen met name de stad Travnik voortdurend beschoten. Er liggen dan ook nog steeds veel landmijnen in dit gebied.
Vlašić is berucht geworden door de executie (in het Koricanske stijene ravijn) van minstens 228 Bosnische burgers, Kroaten en Bosniërs, voornamelijk uit Prijedor en Kozarac door de speciale eenheden van de Servische politie uit Prijedor op 21 augustus 1992. 
Een van hen, Darko Mrdja, is op 31 maart 2004 berecht door het Joegoslavië Tribunaal en veroordeeld tot 17 jaar gevangenisstraf.

## Galerij

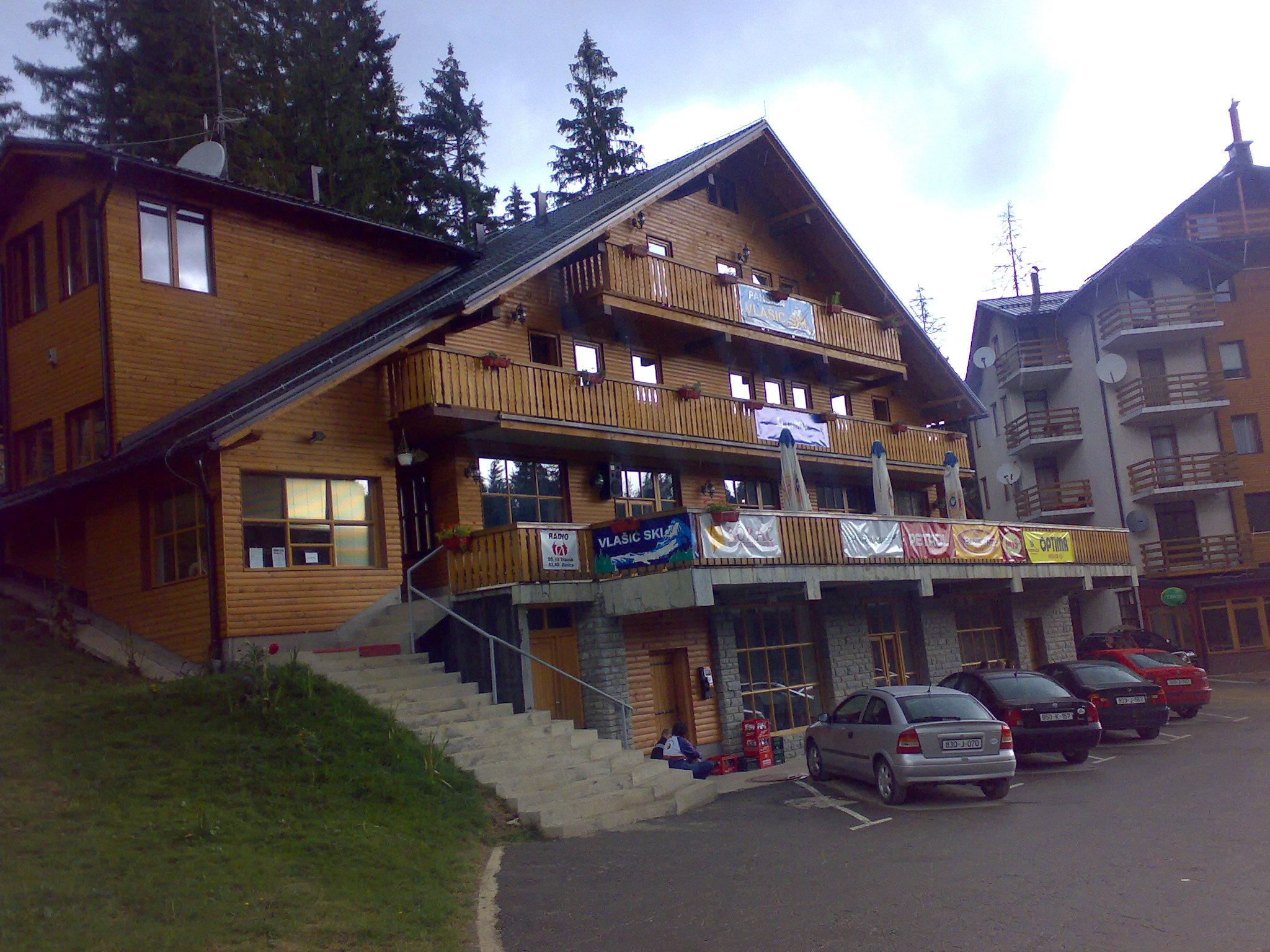
Hotels op Vlašić
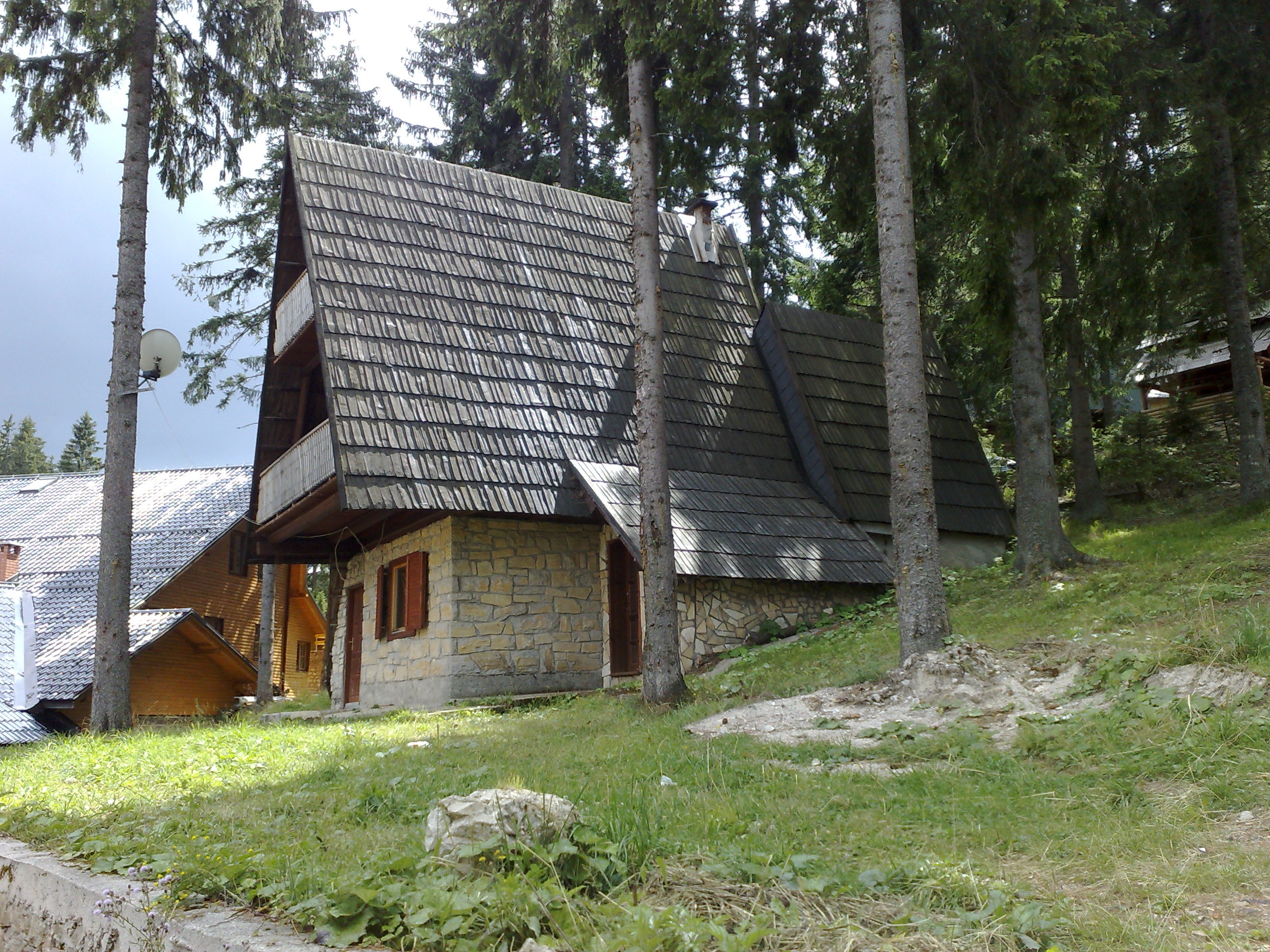
Vakantiehuis op Vlašić
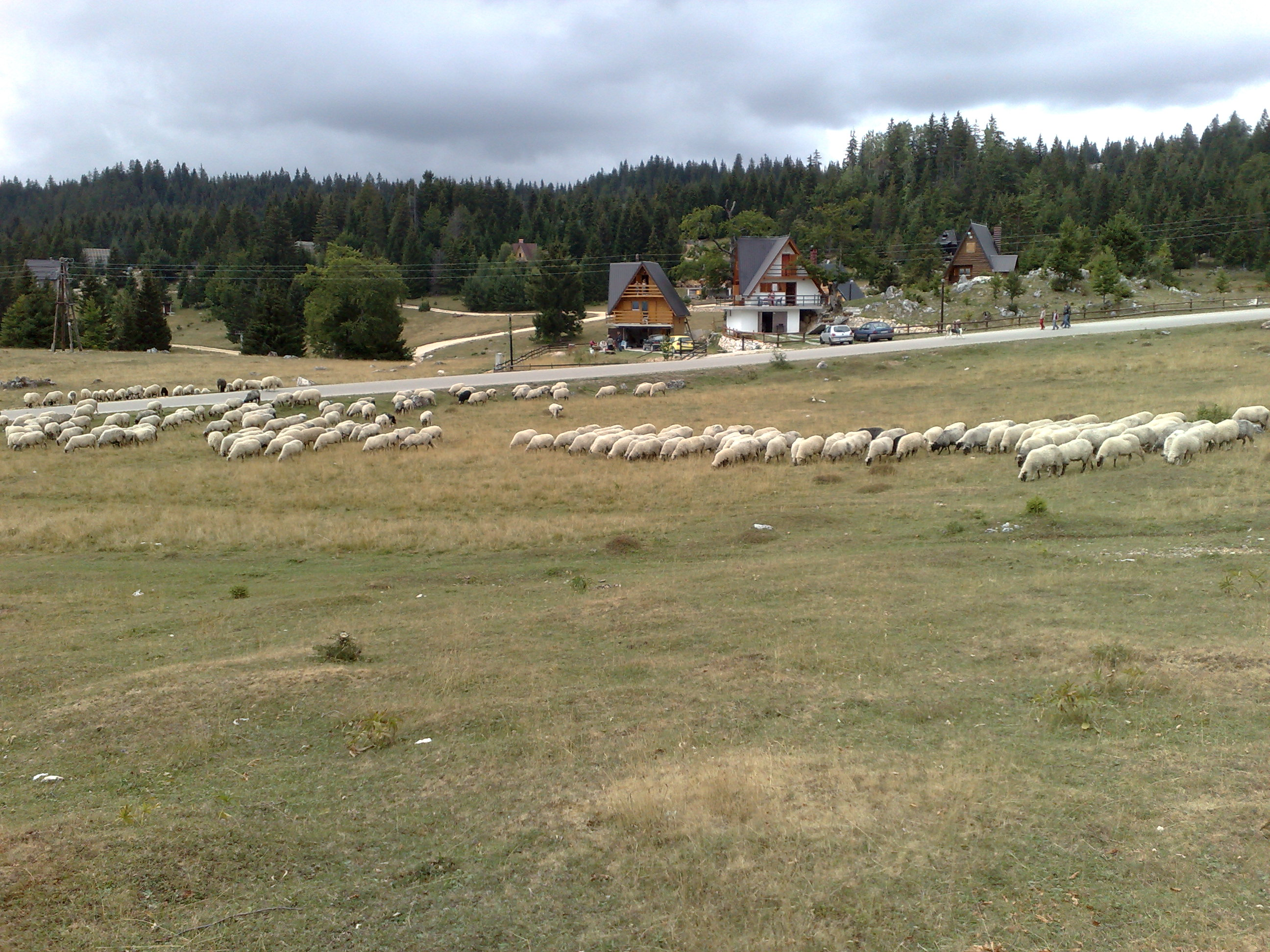
Schapen op Vlašić